# Radioécologie

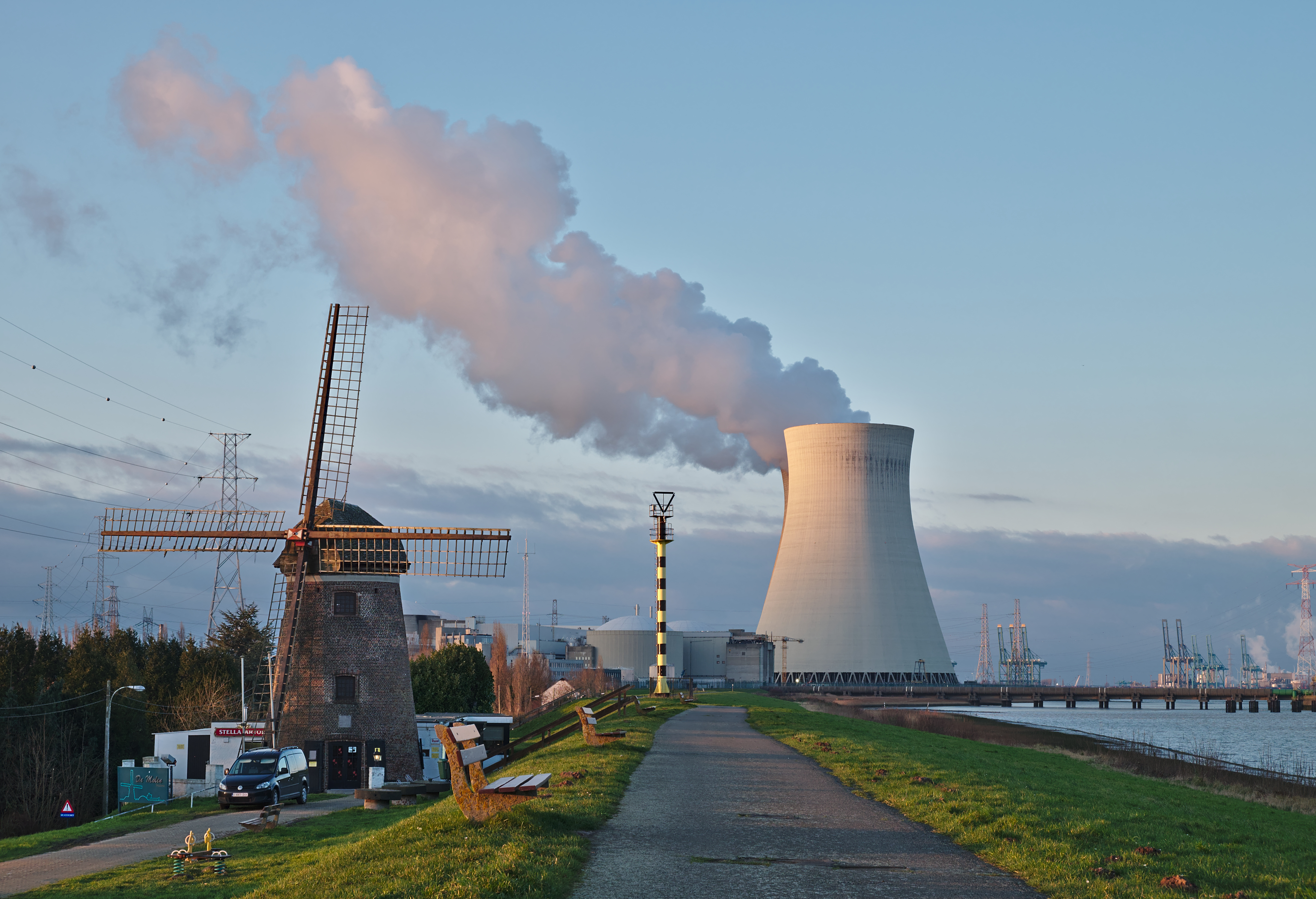
Les écosystèmes près des centrales nucléaires peuvent être influencés par des radiations.

La radioécologie est la branche de l'écologie, encore en évolution, qui étudie les interactions entre substances radioactives et de l'environnement terrestre (naturel et semi-naturel) et marin, avec des objectifs de connaissance théorique et appliquée, et de remédiation impliquant des approches pluridisciplinaires et intégrées, nécessairement en synergie avec le suivi et l'évaluation environnementale.

## Histoire
Cette discipline est relativement récente ; Elle est née au milieu des années 1940 avec le développement de l'arme nucléaire, mais ne s'est vraiment développée que 40 ans plus tard dans un contexte plutôt lié à l'énergie nucléaire et à l'évaluation du risque, la gestion du risque et des accidents (la revue scientifique The Journal of Environmental Radioactivity (JER), l'une des plus importantes de ce domaine n'existe que depuis cette époque).
La catastrophe de Tchernobyl a fortement marqué la radioécologie en relançant le développement en Europe et en modifiant les méthodes et perspectives ,, cependant 20 ans après l'accident, des chercheurs comme le parasitologiste Pape Moller Anders (spécialiste de la Parasitologie évolutive à l'Université Pierre-et-Marie-Curie) et  Timothy A. Mousseau (de l'Université Columbia) déploraient l'absence de programme concerté de recherche quant aux impacts sur la faune, la flore, la fonge et les écosystèmes. Toutes les études faites durant 20 ans sont des initiatives individuelles de chercheurs, écoles, laboratoires... qui ont certes apporté des informations importantes, mais moins intéressantes que si un programme cohérent avait été mis en place sous l'égide de la communauté internationale sur les 200 000 km2 en particulier sur les effets de faibles doses, les liens avec la géographie, la nature et l'intensité des retombées et selon l'histoire de vie es espèces touchées. De même pour les taux de mutations animales et végétales d'animaux. Alors que des effets à échelle continentale pouvaient être suspectés la plupart de ces études sont locales. Ces deux chercheurs estiment qu'un effort international de recherche coordonné reste nécessaire pour notamment anticiper et gérer les effets d'autres accidents nucléaires, y compris face à la menace d'une « bombe sale ». Le même problème semble se poser après la catastrophe de Fukushima.
La première conférence internationale de radioécologie s'est tenue en Norvège en 2007. Sur certains sujets, un travail commun entre pays européen est envisagé au moins depuis les années 1970, mais parfois rendu difficile par le secret qui peut entourer le domaine du nucléaire, pour des raisons technico-commerciales, de sécurité nucléaire ou militaire...

## Contenu scientifique
Les effets des rayonnements peuvent (directs et indirects). Ils peuvent se manifester à court moyen et long terme ;  et de l'échelle du génome à celle de la biosphère. Ils peuvent être multipliés quand existent des coefficients de transfert et qu'il y a bioaccumulation. On aborde la santé environnementale quand l'Homme est également concerné.
Cette discipline s'intéresse donc à toutes les interactions ayant un effet sur le vivant à court, moyen et long termes, aux interactions entre différents types de flux (solides, liquides, gazeux) contenant des radionucléides et les écosystèmes.
La source de radioactivité peut être naturelle (affleurement géologique riche en uranium par exemple, émissions de radon, ou artificielle (accident nucléaire, déchets radioactifs...). De même, l'environnement étudié peut être naturel ou semi-naturels, avec par exemple des agrosystèmes tels que les ensembles de champs et prairies touchées par des retombées issues d'accidents nucléaires (Tchenobyl, Fukushima...) ou par une déposition chronique de faible dose d'éléments artificiels (par exemple autour de l'Usine de La Hague, ou de Sellafield, forêt cultivée, élevages de bêtes à viande ou laitier, piscicultures...) et selon les types de radioéléments et leur « forme chimique » (organique, minérale, ionique ou non, etc.). On a ainsi et par exemple montré autour se Sellafield que l'« absorption de radiocésium et de l'iode 131 est généralement plus élevé pour les mousses et les lichens et les herbacées basses ».
Dans ce champ, les études visent à mieux comprendre :
- la « cinétique environnementale » des radionucléides. Elle s'étudie dans les milieux (eau, air, sol) et dans les écosystèmes, où l'on cherche à identifier les interactions entre le vivant et les conditions et mécanismes de migrations des radionucléides (du haut vers le bas, et du bas vers le haut) dans les horizons pédologiques du sol, dans les nappes superficielles, dans la colonne d'eau douce ou marine), etc. De même pour leur circulation horizontale (bioturbation notamment et dispersion par des animaux migrateurs) ;
- les phénomènes de bioconcentration ou éventuellement de biomagnification ;
- les effets (éventuellement synergiques) des radioéléments dans la chaîne alimentaire humaine et des animaux d'élevage, dans le réseau trophique (apports, digestion, absorption (percutanée, pulmonaire, alimentaire...), métabolisme et excrétion, etc.). Dans ce domaine, les chercheurs bénéficient de nombreuses données provenant du modèle animal développé pour la médecine nucléaire, mais à élargir aux échelles des écosystèmes ;
- la métabolisation des radioéléments par différents organismes vivant ou par des communautés de ces organismes (communautés bactériennes notamment) ;
- les cas particuliers des transferts de radionucléides à partir de l'eau, de l'air et des sols (ou d'engrais, phosphatés notamment), vers des plantes comestibles, des champignons comestibles ou vers les animaux[17]  (gibier, poissons comestibles ou le bétail qui les consomment). 
Dans ce domaine on cherche à quantifier et qualifier les transferts, mais aussi à identifier les coefficients de transfert et les « facteurs de transferts » (dont par exemple le pH du sol ou de l'eau, la température, le type de sol, ou de milieu, ou encore son degré d'aridité[18]... ou encore l'existence de carences alimentaires, sensibilité spécifique ou génétique individuelle, le rôle de l'âge de la plante ou de l'animal, le rôle des mycorhizations, le type de digestion (processus plus ou moins acide de décomposition chimique d'un bol alimentaire plus ou moins « physiquement » dégradé par la mastication ou le gésier, avec interventions des microbes des panses et/ou l'intestin ainsi que des enzymes sécrétées) peuvent affecter l'absorption des radionucléides par un animal), etc.) ;
- les effets sur le bétail et le lait quand il y a production de foin ou un ensilage (acidification) de l'herbe[19],[20]
- l'effet des saisons (et le cas échéant du mois où un dépôt accidentel de radioéléments a eu lieu) sur les taux de transfert du sol aux organismes, et d'un organismes à l'autre (avec ou sans bioconcentration, dont sur la faune sauvage ou les animaux d'élevage[21]) ;
- le rôle de la nature pédologique des sols dans leurs capacités de rétention et/ou de transfert des radionucléides (par exemple, les sols acides et oligotrophes (très pauvres) facilitent la circulation et la biodisponibilité du Césium 134, Césium 137 et Potassium 40 présents dans les retombées de Tchernobyl En cas de retombées radioactives et leur passage dans le réseau trophique via la bruyère callune[22], puis dans l'organisme des ovins mis en pâturage sur ces landes[22], « avec une corrélation significative entre les taux de césium radioactif mesurés dans les moutons et l'activité de dépôts radioactifs mesurée au sol »[22].
- les phénomènes particuliers qui se déroulent au niveau des surfaces, des biofilms et d'écotones comme les barrières intestinales ;
- d'éventuels phénomènes de bioconcentration des substances radioactives (naturelles ou artificielles) ;
- les phénomènes de remise en suspension et/ou en biodisponibilité de radioéléments à partir des sols et sédiments, d'envols de poussières, d'incendies, de lessivages, travaux de curage, clapages en mer, etc. ;
- d'éventuelles synergies toxicologiques ou écotoxicologiques entre radioéléments et d'autres polluants.

## Objectifs
Cette discipline vise à mieux détecter et évaluer les effets  des rayonnements ionisants et des radionucléides sur les écosystèmes et évaluer les risques et dangers. La radioécologie s'est notamment développé en Europe pour mieux comprendre, évaluer et gérer les Conséquences sanitaires de la catastrophe de Tchernobyl.
C'est une des disciplines nécessaires à une meilleure protection de l'environnement. 

## Moyens techniques
Pour les détecter, quantifier et étudier, les chercheurs peuvent s'appuyer sur :
- la radiométrie et les analyses chimiques ;
- les publications d'études en radioécologie ;
- les bases de données disponibles, dont pour la demi-vie radioactive et la demi-vie biologique des radioéléments, ou en écotoxicologie (Cf. par ex. le coefficient "théorique" (« digestibilité ») ou "réel" d'absorption des radioéléments, etc. ;
- des tests et mises en situation contrôlée en laboratoires (modèle animal, écotron...) ;
- diverses évaluations environnementales. Celles-ci incluent souvent des aspects échantillonnage et d'observation in situ ;
- divers protocoles d'expériences et modèles de simulation prédictive (et parfois d'écologie rétrospective, utilisés a posteriori ; dans le cas des retombées des essais nucléaires ou de la catastrophe de Tchernobyl par exemple) ;
- des modélisations radioécologiques (qui impliquent cependant d'avoir bien évalué la présence et biodisponibilité des radionucléides, et d'éventuelles synergies et potentialisations) ;
- certains bioaccumulateurs (lichens par exemple) ;
- certains bioindicateurs d'effets : ils sont encore peu utilisés, mais une étude publiée en 2011 montrent qu'ils existent[25] : Autour de Tchernobyl et dans les zones contaminées de Biélorussie de 2006 à 2009, neuf taxons animaux ont été étudiés dans cette perspective (araignées, libellules, sauterelles, bourdons, papillons, amphibiens, reptiles, oiseaux, mammifères)[25]. 1,5 à 26,5% des variations d'abondance de ces 9 taxons pouvaient être expliqué par le niveau de fond de rayonnement[25]. Ce sont les oiseaux et les mammifères qui ont le plus régressé en présence de radioactivité (une différence d'un facteur 18 a été observée entre les taxons les moins et les plus sensibles)[25]. L'effet était le plus marqué chez les taxons ayant la plus grande distance de « dispersion natale » [26] (qui correspond à la distance qu'un animal doit parcourir entre son lieu de naissance et son futur lieu de reproduction), et chez les taxons caractérisés par une densité de population plus forte[25]. Ces résultats sont cohérents avec deux hypothèses : les coûts de dispersion (coûts de survie) augmentent dans un environnement radioactif ; une densité de population plus importante facilite la détection des effets des rayonnements. Les auteurs ont conclu que les recensements standardisés d'oiseaux nicheurs (type STOC en France) peuvent apporter des données intéressantes sur les effets des radiations sur l'abondance faunistique[25].

Il faut aussi et de plus en plus étudier les radionucléides comme étant l'un des éléments d'un cocktail de plus en plus complexe de polluants.
Remarque : La radioactivité de certains nucléides peut indirectement faciliter leur traçage dans l'environnement, et notamment de l'herbe à des organismes herbivores (Ainsi l'Ag-110m, un isotope radioactif de l'argent issus des retombées de Tchernobyl (1986) n'a par exemple été retrouvé que dans le foie et parfois dans le cerveau du mouton consommant du ray-grass faiblement contaminé, et les brebis et agneaux en absorbaient plus que du césium 137

## Enjeux
Un nombre croissant de radionucléides artificiels ont été répandus dans la biosphère. 

Ils l'ont été surtout dans l'hémisphère nord et à partir des années 1950 essentiellement. Cette dispersion s'est faite en grande partie bien avant que leurs impacts environnementaux ne soient connus ou commencent à être étudiés. 

Certains sont fortement radiotoxiques et/ou ont une très longue période radioactive (en millions d'années parfois). 

Leurs effets biologiques, induits par leur radioactivité et parfois aussi par leur toxicité chimique peuvent se combiner à ceux de nombreux autres polluants.
En outre le monde et le XXIe siècle sont confrontés à l'accumulation de déchets nucléaires, au risque de terrorisme nucléaire à des fuites pour certaines parfois jugées quasiment inévitables (cf. vieillissement d'installations initialement non prévues pour fonctionner aussi longtemps, manque de contrôle) et rejets (de tritium par exemple) issues du retraitement des déchets radioactifs, à la gestion des séquelles de quelques accidents ou catastrophes. (Tchernobyl, Fukushima). Les premières normes ont porté sur la protection des humains (radioprotection) et très peu de l'environnement, mais ceci évolue. La radioécologie peut parfois remettre en cause (pour le tritium organiquement lié par exemple), y compris pour protéger la santé humaine, l'hypothèse de la dilution dans l'environnement en proposant de nouveaux modèles explicatifs ou descriptifs de la dispersion et reconcentation de radionucléides. J Hunter, directeur général de l'Environnement, pour la Commission européenne estime que cette discipline devrait donc se développer au XXIe siècle.
Des enjeux majeurs concernent aussi les impacts de choix de solutions énergétiques (fusion, fission, alternatives...) et les interactions (aspects quantitatifs et qualitatifs) entre biote non-humain et les services écosystémiques rendus par certaines espèces, milieux vivants ou par la biodiversité en général ou plus spécifiquement par les forêts (qui tendent à stabiliser et bioconcentrer de nombreux radionucléides, y compris en zone boréale,) ou dans les agrosystèmes dans lesquels le recyclage des polluants radioactifs peut être plus rapide.  

De nombreux défis sont à relever pour cette discipline dont les lacunes concernant l'effet et l'importance de la spéciation, des synergies, des effets de potentialisation et des faibles doses d'irradiation, des expositions chroniques et de la cinétique environnementale de ces produits et de leurs composés. 

Souvent l'écologue doit - faute de données suffisantes - se fonder sur des analogues d'un radionucléide pour tenter d'évaluer (ou plus ou moins deviner pour poser des hypothèses à scientifiquement vérifier par l'expérience) certains effets écotoxicologiques, métaboliques de radionucléides peu connus.

## Outils, méthodes
Dans ce champ scientifique, l'écologue s'appuie sur les outils de l'écologie (qui inclut des outils et méthodes issus de la physique, chimie, mathématiques, biologie, modélisation mais aussi sur ceux d'autres disciplines liées aux caractéristiques propres des radionucléides ; radioprotection, bioélectromagnétisme, bioélectrochimie, pollution électromagnétique, analyse isotopique...
Dans les années 2000, la Commission européenne a mis en place avec le Joint Research Centre, et son Institute for Transuranium Elements un nouvel outil en ligne : Nuclides.net   V. Berthou, J. Galy, J. Magill, K. Lützenkirchen, Nuclides.net: a computational environment for nuclear data and applications in radioprotection and radioecology  Original Research ; Journal of Environmental Radioactivity, Volume 99, Issue 4, April 2008, Pages 581-586 (Résumé)

## Domaine
Des études radioécologiques peuvent concerner tous les milieux et toutes les espèces, de vastes échelles, océanique ou planétaire à celle d'un sol local, d'une espèce, d'un habitat, d'une forêt, de cours d'eau, d'un estuaire ou d'un port... 

Elles sont l'une des bases pour l'estimation des doses réelles reçues par les organismes et les écosystèmes et pour l'évaluation des conséquences à court, moyen et long terme des pollutions radioactives en matière de santé environnementale et de santé publique.
Les centres d'intérêt varient selon les régions du monde, on s'est intéressé au tritium au Royaume-Uni après y avoir découvert des phénomènes de bioconcentration, alors que la radioécologie nordique s'est en quelque sorte spécialisée dans l'étude des conséquences écologiques de Tchernobyl dans les écosystèmes particuliers des tourbières, taïga, toundra, etc., mais est aussi concernée par les conséquences du changement climatique (changements dans l'érosion, le lessivage, l'évaporation, l'empoussièrement, la sédimentation, etc.), pour notamment mieux comprendre les processus et risques de transfert de radioactivité des milieux naturels vers l'homme  via par exemple les champignons, les baies, le gibier, la poussière, l'eau, les cultures, etc.
Beaucoup de radionucléides artificiels ont une persistance et une décroissance radioactive connue. 

Ceux qui apparaissent dans des circonstances très particulières et qui migrent facilement peuvent être utilisés pour un traçage isotopique. Ceux qui ne migrent pas facilement peuvent être utilisés longtemps après leur émission, par exemple pour des études médico-légales rétrospective ou pour des travaux d'écologie rétrospective ou d'histoire environnementale. Par exemple, l'isotope 10Be pourrait ainsi rétrospectivement apporter des informations sur la nature d'une bombe atomique, ou le flux de neutrons reçu par les habitants d'Hiroshima lors de l'explosion atomique qui a détruit la ville .

### Manifestations
- International Seminar on Freshwater and Estuarine Radioecology Studies (in Environmental Science, Volume 68, 1997)